# Ilija Janjić
Ilija Janjić (Vidovice kod Orašja, BiH, 20. rujna 1944.) hrvatski biskup, rodom iz BiH.
Šest razreda osnovne škole završava u Vidovicama, a sedmi i osmi u Orašju. Sjemenište pohađa od 1959. do 1963., i to prve dvije godine u Pazinu, a druge dvije u Dubrovniku. Bogosloviju pohađa u Splitu, gdje je i zaređen za svećenika, i to u crkvi Svetog Križa. 
Biskupom kotorske biskupije imenovan je 11. ožujka 1996., a posvećen 27. travnja u katedrali sv. Tripuna u Kotoru.
Umirovljen je 28. rujna 2019.

## Vanjske poveznice
- Životopis Ordinarija kotorske biskupija mons. Ilije Janjića  Arhivirana inačica izvorne stranice od 17. lipnja 2013. (Wayback Machine) Pristupljeno 28. svibnja 2013.

| Titule u Katoličkoj Crkvi | Titule u Katoličkoj Crkvi | Titule u Katoličkoj Crkvi |
| ------------------------- | ------------------------- | ------------------------- |
| prethodnik Ivo Gugić      | kotorski biskup 2020.–    | nasljednik Ivan Štironja  |